# Mecistocephalus medius
Mecistocephalus medius är en mångfotingart som beskrevs av Chamberlin 1920. Mecistocephalus medius ingår i släktet Mecistocephalus och familjen storhuvudjordkrypare. Inga underarter finns listade i Catalogue of Life.